# Grand Prix mondial de volley-ball 2002
Navigation
Grand Prix 2001 Grand Prix 2003
Le 10e Grand Prix mondial de volley-ball féminin s'est déroulé du 12 juillet au 4 août 2002.
L'événement s'est déroulé sur quatre semaines dans trois pays et six villes à travers toute l'Asie: aux Philippines, en Thaïlande, en Chine, à Taïwan et au Japon. 
Le tournoi final s'est joué à Hong Kong en Chine du 1er au 4 août 2002

## Équipes participantes
| Europe           | Amérique               | Asie                  |
| ---------------- | ---------------------- | --------------------- |
| Allemagne Russie | Brésil Cuba États-Unis | Chine Japon Thaïlande |

## Tournois Préliminaires

### Premier week-end
| Groupe A                                      | Groupe B                                    |
| --------------------------------------------- | ------------------------------------------- |
| Site : Tokyo Allemagne Brésil Japon Thaïlande | Site : Chengdu Chine Cuba Russie États-Unis |

#### Group A (Tokyo, Yoyogi National Stadium)
| Rang | Équipe    | Point | J | G | P | PP | PC | Ratio | SP  | SC  | Ratio |
| 1    | Brésil    | 6     | 3 | 3 | 0 | 9  | 3  | 3,000 | 283 | 263 | 1,076 |
| 2    | Allemagne | 5     | 3 | 2 | 1 | 8  | 3  | 2,667 | 249 | 216 | 1,153 |
| 3    | Japon     | 4     | 3 | 1 | 2 | 3  | 6  | 0,500 | 204 | 198 | 1,030 |
| 4    | Thaïlande | 3     | 3 | 0 | 3 | 1  | 9  | 0,111 | 193 | 252 | 0,766 |

#### Group B (Chengdu, Sichuan Provincial Gym)
| Rang | Équipe     | Point | J | G | P | PP | PC | Ratio | SP  | SC  | Ratio |
| 1    | Russie     | 6     | 3 | 3 | 0 | 9  | 3  | 3,000 | 263 | 244 | 1,078 |
| 2    | Chine      | 5     | 3 | 2 | 1 | 6  | 3  | 2,000 | 210 | 184 | 1,141 |
| 3    | États-Unis | 4     | 3 | 1 | 2 | 5  | 7  | 0,714 | 257 | 261 | 0,985 |
| 4    | Cuba       | 3     | 3 | 0 | 3 | 2  | 9  | 0,222 | 222 | 263 | 0,844 |

### Second week-end
| Groupe C                                     | Groupe D                                                 |
| -------------------------------------------- | -------------------------------------------------------- |
| Site : Manille Allemagne Brésil Japon Russie | Site : Nakhon Ratchasima Chine Cuba Thaïlande États-Unis |

#### Group C (Manille,Araneta Coliseum)
| Rang | Équipe    | Point | J | G | P | PP | PC | Ratio | SP  | SC  | Ratio |
| 1    | Russie    | 6     | 3 | 3 | 0 | 9  | 1  | 9,000 | 249 | 179 | 1,391 |
| 2    | Japon     | 4     | 3 | 1 | 2 | 4  | 6  | 0,667 | 211 | 241 | 0,876 |
| 3    | Allemagne | 4     | 3 | 1 | 2 | 3  | 6  | 0,500 | 196 | 212 | 0,925 |
| 4    | Brésil    | 3     | 3 | 1 | 2 | 3  | 6  | 0,500 | 192 | 216 | 0,889 |

#### Group D (Nakhon Ratchasima, M.C.C. Hall)
| Rang | Équipe     | Point | J | G | P | PP | PC | Ratio | SP  | SC  | Ratio |
| 1    | Chine      | 6     | 3 | 3 | 0 | 9  | 0  | MAX   | 230 | 167 | 1,377 |
| 2    | États-Unis | 5     | 3 | 2 | 1 | 6  | 4  | 1,500 | 227 | 222 | 1,023 |
| 3    | Cuba       | 4     | 3 | 1 | 2 | 3  | 8  | 0,375 | 243 | 265 | 0,917 |
| 4    | Thaïlande  | 3     | 3 | 0 | 3 | 3  | 9  | 0,333 | 233 | 279 | 0,835 |

### Troisième week-end
| Groupe E                                      | Groupe F                                   |
| --------------------------------------------- | ------------------------------------------ |
| Site : Macao Allemagne Brésil Chine Thaïlande | Site : Miaoli Cuba Japon Russie États-Unis |

#### Group E (Macao, Forum de Macau)
| Rang | Équipe    | Point | J | G | P | PP | PC | Ratio | SP  | SC  | Ratio |
| 1    | Chine     | 6     | 3 | 3 | 0 | 9  | 1  | 9,000 | 245 | 200 | 1,225 |
| 2    | Allemagne | 5     | 3 | 2 | 1 | 6  | 5  | 1,200 | 243 | 239 | 1,017 |
| 3    | Brésil    | 4     | 3 | 1 | 2 | 6  | 6  | 1,000 | 268 | 232 | 1,155 |
| 4    | Thaïlande | 3     | 3 | 0 | 3 | 0  | 9  | 0     | 140 | 225 | 0,622 |

#### Group F (Miaoli, Miao Li County Dome)
| Rang | Équipe     | Point | J | G | P | PP | PC | Ratio | SP  | SC  | Ratio |
| 1    | Russie     | 5     | 3 | 2 | 1 | 8  | 5  | 1,600 | 285 | 260 | 1,096 |
| 2    | Cuba       | 5     | 3 | 2 | 1 | 6  | 5  | 1,200 | 233 | 247 | 0,943 |
| 3    | Japon      | 5     | 3 | 2 | 1 | 6  | 6  | 1,000 | 269 | 260 | 1,035 |
| 4    | États-Unis | 3     | 3 | 0 | 3 | 5  | 9  | 0,556 | 295 | 315 | 0,937 |

## Classement tour préliminaire
| No | Équipe     | Points | Matches | Matches | Points | Points | Points | Sets | Sets   | Sets  |
| No | Équipe     | Points | gagnés  | perdus  | pour   | contre | Ratio  | pour | contre | Ratio |
| -- | ---------- | ------ | ------- | ------- | ------ | ------ | ------ | ---- | ------ | ----- |
| 1  | Chine      | 17     | 8       | 1       | 24     | 4      | 6.000  | 685  | 551    | 1.243 |
| 2  | Russie     | 17     | 8       | 1       | 26     | 9      | 2.889  | 797  | 683    | 1.167 |
| 3  | Allemagne  | 14     | 5       | 4       | 17     | 14     | 1.214  | 688  | 667    | 1.031 |
| 4  | Brésil     | 14     | 5       | 4       | 18     | 15     | 1.200  | 743  | 711    | 1.045 |
| 5  | Japon      | 13     | 4       | 5       | 13     | 18     | 0.722  | 684  | 699    | 0.979 |
| 6  | États-Unis | 12     | 3       | 6       | 16     | 20     | 0.800  | 779  | 798    | 0.976 |
| 7  | Cuba       | 12     | 3       | 6       | 11     | 22     | 0.500  | 698  | 775    | 0.901 |
| 8  | Thaïlande  | 9      | 0       | 9       | 4      | 27     | 0.148  | 566  | 756    | 0.749 |

## Phase Finale

### Tournois Finale
| Rang | Équipe    | Point | G | P | PP | PC | Ratio | SP  | SC  | Ratio |
| 1    | Chine     | 5     | 2 | 1 | 8  | 4  | 2.000 | 251 | 246 | 1.020 |
| 2    | Russie    | 5     | 2 | 1 | 6  | 5  | 1.200 | 252 | 215 | 1.172 |
| 3    | Brésil    | 4     | 1 | 2 | 4  | 6  | 0.667 | 228 | 238 | 0.958 |
| 4    | Allemagne | 4     | 1 | 2 | 3  | 6  | 0.500 | 187 | 219 | 0.854 |

## Distinctions individuelles
- MVP : Ievgeniya Artamonova
- Meilleure Marqueuse : Yang Hao
- Meilleure Attaquante : Elizaveta Tichtchenko
- Meilleure Contreuse : Valeska Menezes
- Meilleure Serveuse : Yang Hao
- Meilleure Passeuse : Marcelle Rodrigues
- Meilleure Défenseur : Fabiana de Oliveira

## Tableau final
| Place              | Équipe     |
| ------------------ | ---------- |
| Médaille d'or      | Russie     |
| Médaille d'argent  | Chine      |
| Médaille de bronze | Allemagne  |
| 4                  | Brésil     |
| 5                  | Japon      |
| 6                  | États-Unis |
| 7                  | Cuba       |
| 8                  | Thaïlande  |